# Галкина, Екатерина Александровна
Екатерина Александровна Галкина (род. 25 февраля 1997, Минск) — белорусская гимнастка, заслуженный мастер спорта по художественной гимнастике, чемпионка мира и Европы. Участница Олимпийских игр 2016 и 2021 года. Член национальной сборной. Завершила спортивную карьеру в 2021 году.

## Биография
На Олимпийских играх 2016 года Екатерина Галкина смогла пробиться в финал в многоборье. Квалификационный раунд белорусская гимнастка прошла довольно уверенно, получив низкие баллы только в упражнении с булавами. По итогам квалификации Галкина заняла девятое место. В финале в двух из четырёх упражнений Екатерина показала шестой результат, а ещё в двух — седьмой и восьмой. По итогам соревнований белорусская гимнастка заняла 6-е место, отстав от бронзовой медалистки украинки Анны Ризатдиновой на 2,651 балла.
Окончила Белорусский государственный университет физической культуры.
В 2021 году поступила в МГИМО и стала работать в посольстве Белоруссии в России.

## Политические взгляды
Подписала открытое письмо спортивных деятелей страны, выступающих за действующую власть Беларуси после жестких подавлений народных протестов в 2020 году.

## Личная жизнь
В 2011 году Екатерина перенесла операцию на сердце, чтобы спортсменка смогла выдерживать тяжёлые нагрузки.